# Lisa Kaltenegger
Lisa Kaltenegger (* 4. března 1977, Kuchl nedaleko Salcburku) je rakousko-americká astronomka zabývající se především:
- Hledáním exoplanet, které se nacházejí mimo sluneční soustavu (extrasolární planety). Hledá především ty, které by se mohly vyskytovat v oblasti obyvatelné zóny. Tedy v oblasti, v níž existuje takové množství hvězdné energie, které povrch planety nepřehřívá ani příliš neochlazuje. Kde by se mohla vyskytovat voda a nějaké formy živých organismů.
- Hledáním života ve vesmíru. Tímto problémem se zabývá astrobiologie, která hledá biosignatury jako vědecký důkaz minulého nebo současného mimozemského života. Biosignatura (chemická fosilie nebo molekulární fosilie) je jakákoliv látka, jejíž měřitelné atributy potvrzují existenci života na dané planetě.

V roce 2014 byla jmenována docentkou astronomie na Cornellově univerzitě ve státě New York. Působila také čtyři roky ve výkonné radě Exo-PAG (studium astrobiologie) a je součástí vědeckého týmu vesmírného teleskopu TESS (Transiting Exoplanet Survey Satellite a FGS/NIRISS).
Byl po ní pojmenován nově objevený Asteroid 7734 Kaltenegger.

## Vzdělání a kariéra
Lisa Kaltenegger vystudovala astrofyziku v roce 1999 na Univerzitě Karla Franzense ve Štýrském Hradci v Rakousku. V roce 2001 získala magisterský titul v oboru fyzika a inženýrství a v roce 2005 získala doktorát z astrofyziky. Titul Ph.D. jí byl udělen rakouským prezidentem (Sub auspiciis Praesidentis - pod záštitou prezidenta).
Svou karieru začala na Institutu Maxe Plancka pro astronomii v Heidelbergu, kde byla vedoucí výzkumné skupiny Emmy Noetherové pro projekt Super-Země a život. Pracovala také v Centru pro astrofyziku Harvard & Smithsonian v Cambridgi.
V roce 2008 byla jmenována lektorkou na Harvardově univerzitě a v roce 2011 na Univerzitě v Heidelbergu. V roce 2014 byla jmenována docentkou astronomie na Cornellově univerzitě ve státě New York.
V roce 2014 se Lisa Kaltenegger vdala za portugalského vesmírného inženýra Felipeho Pereiru a stala se matkou dcery.

## Výzkum

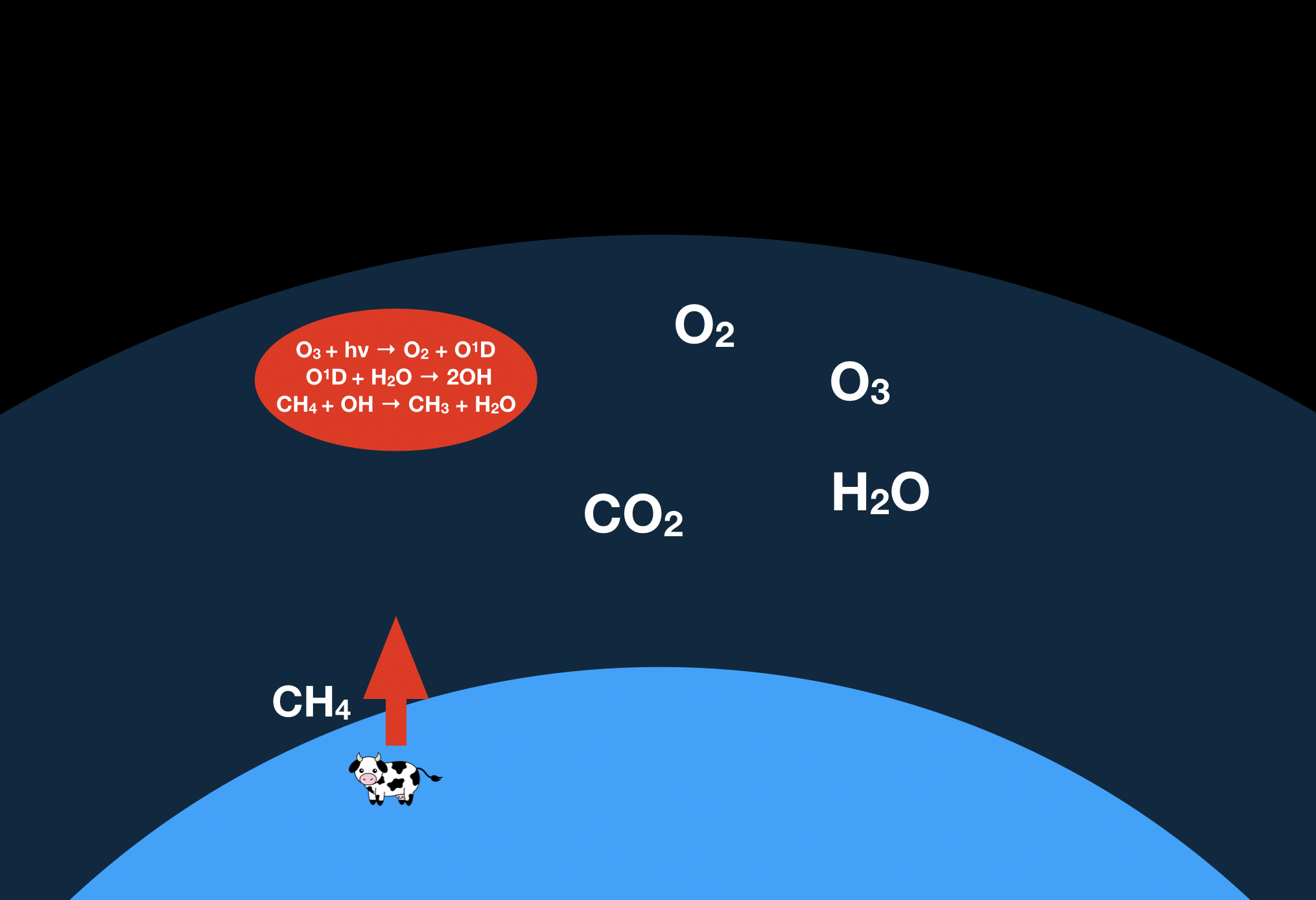
Příklad biosignatury - biogenní produkce metanu na Zemi je důkazem života na Zemi. Pokud je v atmosféře jiné planety detekován metan, může to být interpretováno jako životaschopná biosignatura.

- Příklad biosignatury - biogenní produkce metanu na Zemi je důkazem života na Zemi. Pokud je v atmosféře jiné planety detekován metan, může to být interpretováno jako životaschopná biosignatura.Lisa Kaltenegger je známá svými studiemi atmosfér extrasolárních planet, zejména planet podobných Zemi.
- Je průkopnicí ve studiu Země jako astronomického objektu vyvíjejícího se v čase a to jak biologicky, tak geologicky.[9][10] Předpokládá, že tento vývoj Země lze pozorovat i ze vzdálených hvězd. V roce 2009 vytvořila první spektra Země, studovala změny v zemském spektrálním otisku prstu a srovnávala je s vývojovými stádii exoplanet podobných Zemi.[11][12]

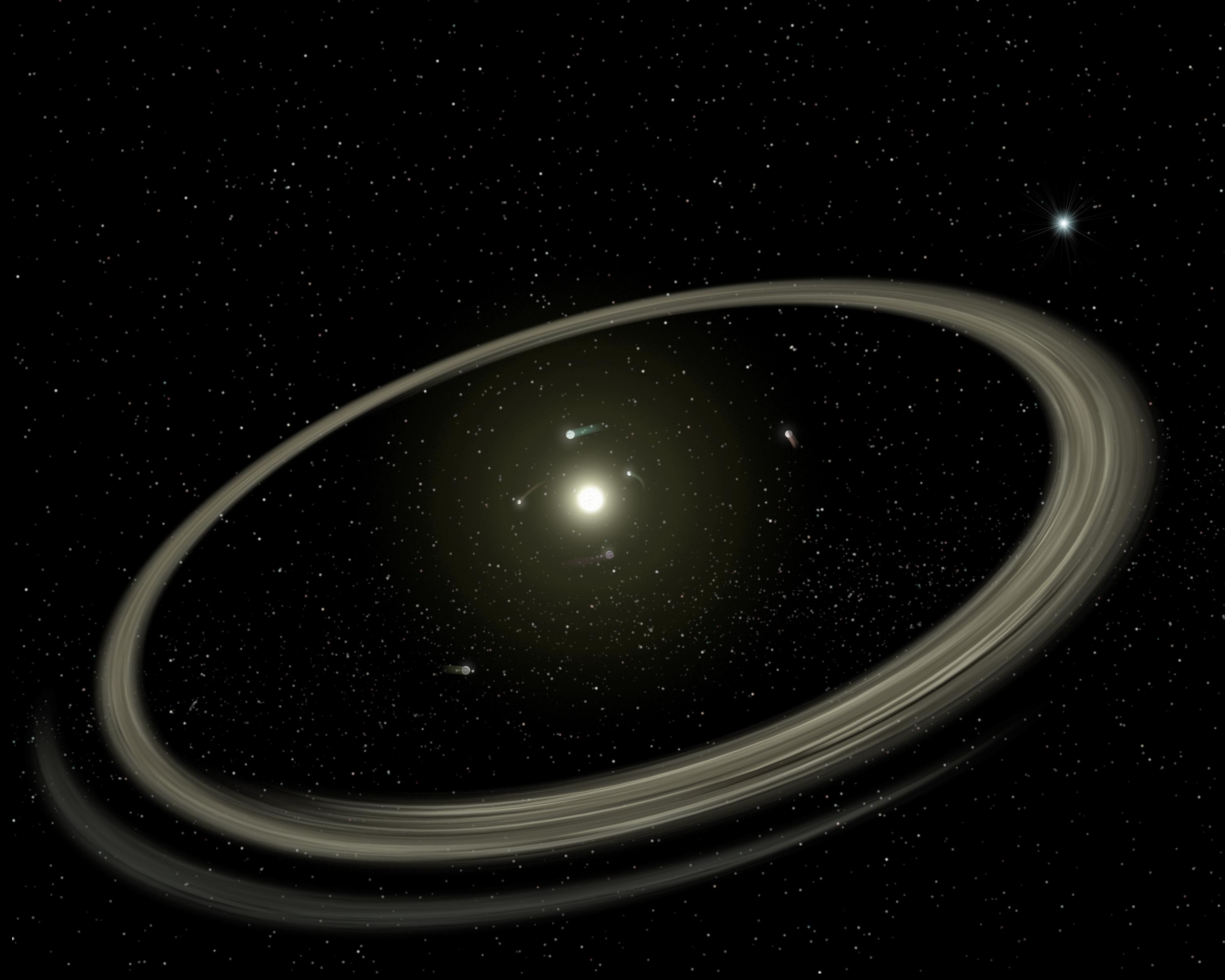
Umělecká představa vzdáleného planetárního systému

- Umělecká představa vzdáleného planetárního systémuZkoumala také schopnost dalekohledů (například James Webb Space Telescope - JWTS, vypuštěný v roce 2021) detekovat důkazy života pomocí spektrálních biomarkerů (biosignatur).[13] Biosignatura je jakákoli látka (prvek, izotop, molekula nebo jev), která poskytuje vědecký důkaz o minulém nebo současném životě na planetě.[14]
- V roce 2009 zkoumala, jak lze určit obyvatelnost měsíců obíhajících kolem obřích planet, tedy zda se nacházejí v obyvatelné zóně.[15][16] To je oblast kolem hvězdy, v níž by se mohl vyskytovat život, neboť tam existuje takové množství hvězdné energie, které povrch planety nepřehřívá ani příliš neochlazuje a kde by se mohla vyskytovat voda. Na základě této myšlenky byl natočen druhý nejúspěšnější film všech dob Avatar (po snímku Jih proti severu), který pojednává o střetu pozemšťanů a domorodců na obydleném měsíci Pandora.[17]
- V roce 2010 zkoumala, zda můžeme na exoplanetách pozorovat geologickou aktivitu, která by mohla dokázat podobnost těchto planet s naší Zemí. Zjistila, že kolem nejbližších exoplanet lze detekovat asi 10krát větší erupce než má sopka Pinatubo na Filipínách.

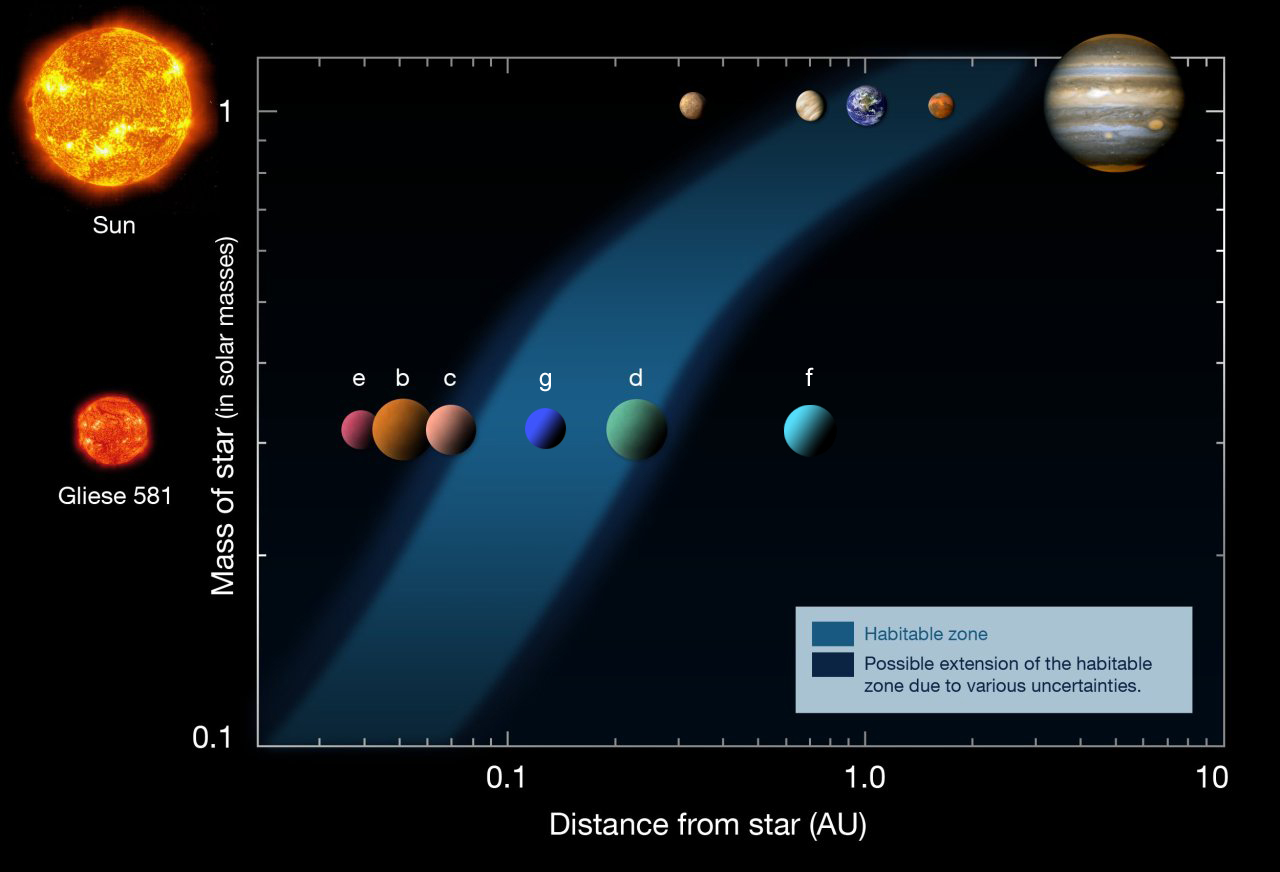
Srovnání obyvatelné zóny (modrý pruh) ve Sluneční soustavě a planety Gliese 581 d

- Srovnání obyvatelné zóny (modrý pruh) ve Sluneční soustavě a planety Gliese 581 dV roce 2011 vedla tým, který modeloval spektrální otisk planety Gliese 581 d, která byla objevena v obyvatelné zóně své hvězdy.[18] Tato planeta byla předmětem značné pozornosti, neboť by to mohla být první exoplaneta s možnou existencí života.
- V roce 2013 byla součástí týmu, který oznámil objev prvních dvou potenciálně obyvatelných planet Kepler 62e a Kepler 62f (s poloměry menšími než dva poloměry Země) v obyvatelné zóně jejich hvězd.[19][20]
- V roce 2021 spolu s J. K. Faherty identifikovali 1 715 hvězd s pravděpodobně příbuznými exoplanetárními systémy ve vzdálenosti do 326 světelných let (100 parseků) od Země.[21][22] [23] [24][25]

## Ocenění

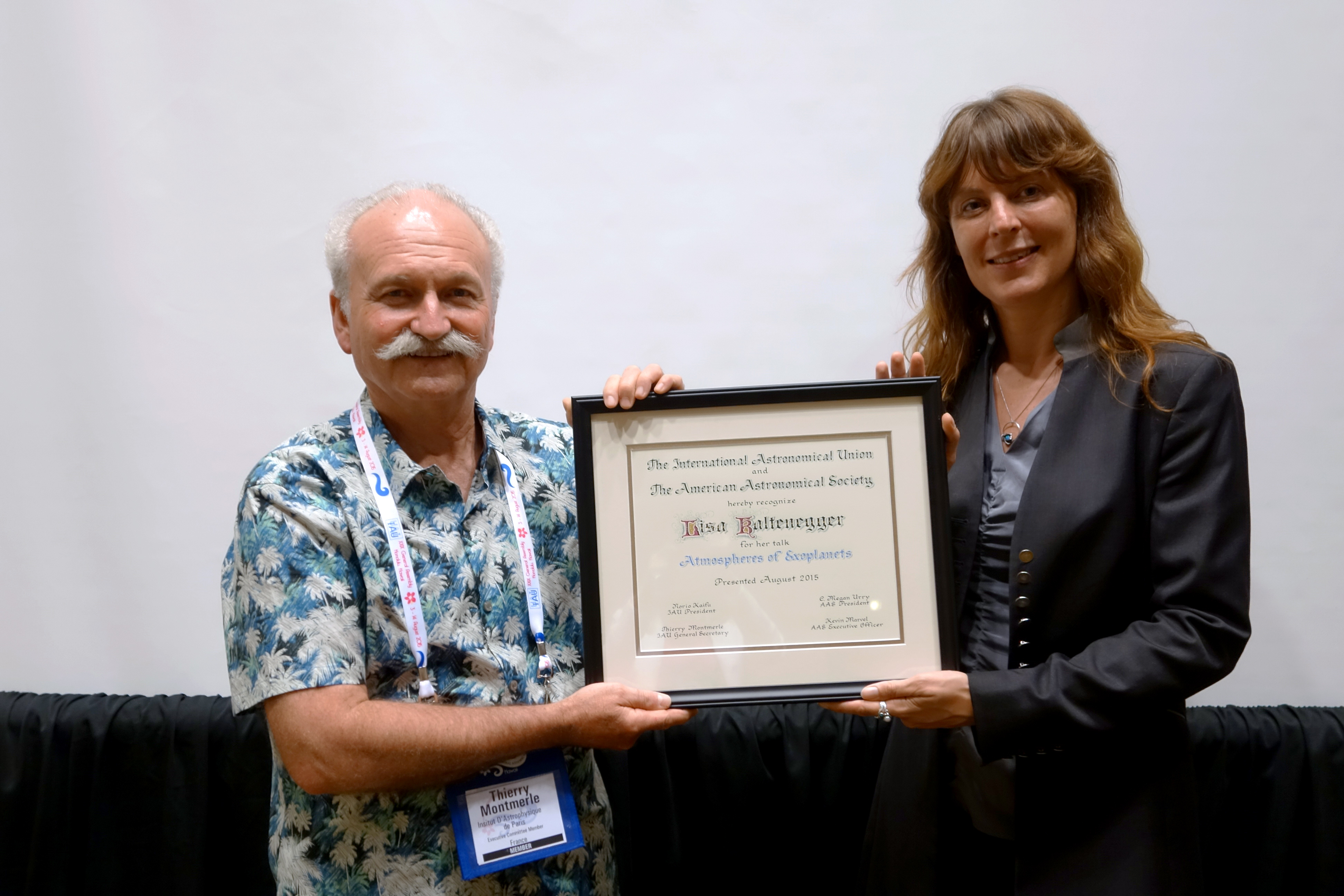
Lisa Kaltenegger přebírá jednu z cen

- Lisa Kaltenegger přebírá jednu z cenV roce 2007 byla časopisem Smithsonian Magazine jmenována mladým americkým inovátorem v oblasti umění a vědy a obdržela cenu Paula Hertelendyho pro vynikajícího mladého vědce na Harvard Smithsonian Center for Astrophysics.
- V roce 2012 byla jmenována vzorem kampaně Evropské komise EU - Ženy ve výzkumu a vědě.
- V roce 2012 jí byla udělena cena Heinz Maier-Leibnitz-Preis in physics, která je každoročně udělována pouze šesti mladým výzkumníkům ze všech vědních oborů v Německu.[26]
- V roce 2013 byla vybrána jako hlavní řešitelka pro Simons Origins of Life Initiative a také jako hlavní řešitelka pro Japonský institut věd o Zemi a životě (ELIS).[27][28]
- V roce 2014 obdržela cenu Christiana-Dopplera od města Salcburku za vědu a inovace.[29]